# 斯特峰
68°09′55″N 16°35′34″E / 68.1652°N 16.5928°E

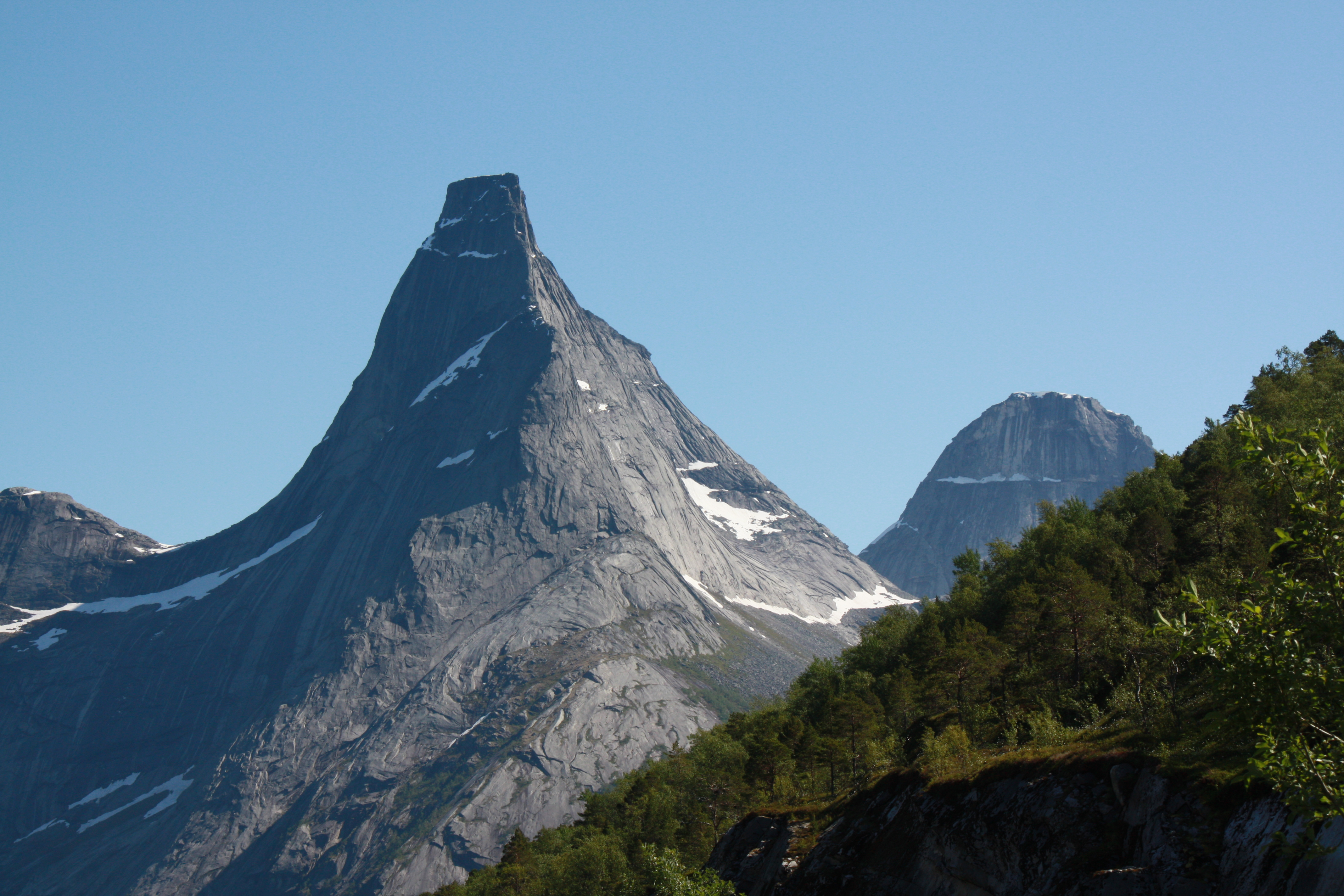

斯特峰是挪威的山峰，位於該國北部諾爾蘭郡，處於蒂斯菲尤爾，距離首都奧斯陸900公里，海拔高度1,392米，受大陸性氣候影響，人類在1910年7月30日首次登頂。